# Urophora euryparia
Urophora euryparia är en tvåvingeart som beskrevs av Steyskal 1979. Urophora euryparia ingår i släktet Urophora och familjen borrflugor.
Artens utbredningsområde är Colombia. Inga underarter finns listade i Catalogue of Life.